# Ophiomyia buccata
Ophiomyia buccata är en tvåvingeart som beskrevs av Friedrich Georg Hendel 1931. Ophiomyia buccata ingår i släktet Ophiomyia och familjen minerarflugor.
Artens utbredningsområde är Österrike. Inga underarter finns listade i Catalogue of Life.